# Strangalia sexnotata
Strangalia sexnotata là một loài bọ cánh cứng trong họ Cerambycidae.